# Adoucissement de l'eau

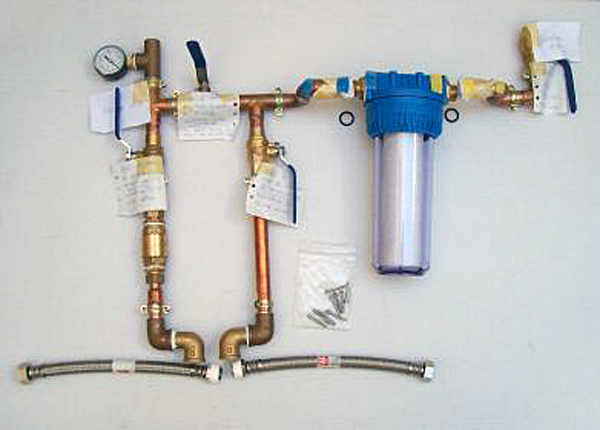
Adoucisseur d'eau et tuyauterie associée

L'adoucissement de l'eau est un procédé de traitement initialement destiné à réduire la dureté de l'eau (due à la présence d'ions de métaux alcalino-terreux, calcium et magnésium.
Cette opération entre parfois dans le cadre de l'épuration physico-chimique de l'eau où elle peut accompagner d’autres modalités de traitement de l'eau (filtration, désinfection, dénitrification, élimination des pesticides) en vue de sa distribution comme eau potable ou pour des usages techniques nécessitant une eau déminéralisée.
D'autres techniques de traitement de l'eau existent actuellement sur le marché, comme les décalcarisateurs avec injection de CO2 permettant de transformer le carbonate en hydrogénocarbonate (bicarbonate) et d'empêcher ainsi sa précipitation. L'eau ainsi traitée est sous-saturée vis-à-vis de CaCO3 (indice de saturation < 0) et donc agressive, permettant même la dissolution de dépôts de calcaire existants.
Des appareils adoucisseurs "magnétiques" et des adoucisseurs émettant des "fréquences micro-ondes" sont disponibles dans le commerce depuis longtemps mais leur efficacité n'est pas démontrée. Le principe de fonctionnement physico-chimique de ces appareils n'est pas compris et ils sont sujets à controverses. La décalcarisation supposée obtenue par ces appareils ne repose pas sur une diminution du titre hydrotimétrique (TH) lui-même mais permettrait de lutter contre ses désagréments.

## Mesure de la dureté de l'eau
La dureté de l'eau ou titre hydrotimétrique (TH) s'exprime en degrés français (°f) ou en ppm, et mesure la quantité de calcium et de magnésium exprimée en concentration de carbonates de calcium et de magnésium. Il ne faut pas la confondre avec le pH qui est le potentiel hydrogène qui mesure l’acidité ou la basicité d'un liquide. La dureté de l'eau varie d'une ville à l'autre selon les points de captage pour la production d'eau potable. Un degré français correspond à 10 ppm de calcaire représentant 10−4 mol/L (0,1 mol/L) de calcium, soit 4 mg/L de Ca2+, ou encore 2,4 mg/L (0,1 mmol/L) de magnésium.
L'eau est dite « douce » en dessous de 15 °f et « dure » ou « chargée » au-delà de 25 °f (voir la plage de valeurs du titre hydrotimétrique).
Les normes NF proposaient un réglage entre 12 °f et 15 °f en TH résiduel. Aujourd'hui[Quand ?] les normes CE n'imposent aucun réglage. Les professionnels de l'adoucissement recommandent un réglage entre 8 °f et 10 °f [réf. nécessaire]. Il est par ailleurs déconseillé (pour l'usage domestique) de descendre à 0 °f, bien que dans certaines régions, comme le Massif central, l'eau soit naturellement très douce (avoisinant 0 °f). L'eau adoucie n'est pas une eau naturellement douce.

## Enjeux, intérêt et limites
Les eaux calcaires, à la différence d'autres eaux très minéralisées, ne sont pas toxiques, et contrairement à certaines affirmations, la consommation d'eau potable dure n'est pas nocive.
L'adoucissement n'a donc pas d’intérêt pour la santé, mais se justifie pour d'autres raisons. Les eaux dures posent des problèmes de biofilms, de colmatage de conduites d'eau, tuyauteries et matériels domestiques (chaudières, machines à laver, fers à repasser, etc.) et lavent un peu moins bien les textiles (car moussant moins).
À l'inverse, une eau trop déminéralisée peut poser des problèmes toxicologiques et écotoxiques induits par la solubilisation de métaux toxiques (par exemple en présence de tuyauteries anciennes en plomb ou de soudures contenant du plomb source de saturnisme) et de corrosion accélérée de certains tuyaux ou contenants.
La présence dans l'eau de certains adjuvants (même à faible dose) peut inhiber certains procédés d'épuration physico-chimiques de traitement et d'épuration d'eaux, dont la décarbonatation (pour le cas d'adjuvants lessiviels par exemple).
Les adoucisseurs courants (à sel) peuvent dégrader la qualité bactériologique des eaux. Une étude du laboratoire cantonal de Thurgovie (Suisse) a examiné 23 systèmes d’adoucisseurs à sodium choisis au hasard dans des maisons privées et des écoles. L’eau potable a été étudiée pour sa pureté bactériologique et sa composition chimique avant et après l’appareil. Pour 87 % des adoucisseurs (20 sur 23), le nombre détectable de micro-organismes (bactéries et champignons) dans l’eau potable a plus que doublé, et dans le cas de six adoucisseurs (26 %), la valeur maximale légale de germes dans l’eau potable a même été dépassée de 3 à 600 fois. 90 % des adoucisseurs étaient également mal réglés, avec une dureté résiduelle à moins de 15 °fH, la moitié étant même en dessous de 7 °fH avec alors un risque de corrosion des canalisations et des appareils ménagers.

## Procédés de traitement domestique
Un adoucisseur d'eau est un appareil de confort, car non necessaire, qui réduit la dureté de l'eau en remplaçant les ions calcium et magnésium par des ions sodium.
| Procédé                                | Efficacité     | Prix (€)      | Coût d'usage                            |
| -------------------------------------- | -------------- | ------------- | --------------------------------------- |
| Résine                                 | Très bonne     | 1 000 à 4000  | 200 à 400 € / an                        |
| Cristallisation (par roche volcanique) | Très bonne     | 2500          | 145 € / an                              |
| CO2                                    | Très bonne,    | 1 892 à 2 000 | 50 à 100 € / 100 m3                     |
| Polyphosphates                         | Très bonne     | 92 à 140      | 11 € / 6 mois                           |
| Électrolyse par anode de titane        | Moyenne        | 2000          | Électricité + entretien par spécialiste |
| Galvanique par anode de zinc           | Mauvaise       | 700 à 1 000   | Remplacement total après usure          |
| Magnétique                             | Très mauvaise, | 129 à 4 000   | Aucun                                   |
| Électromagnétique                      | Très mauvaise  | 484           | 6,57 kWh / an                           |

### Adoucisseur à résine

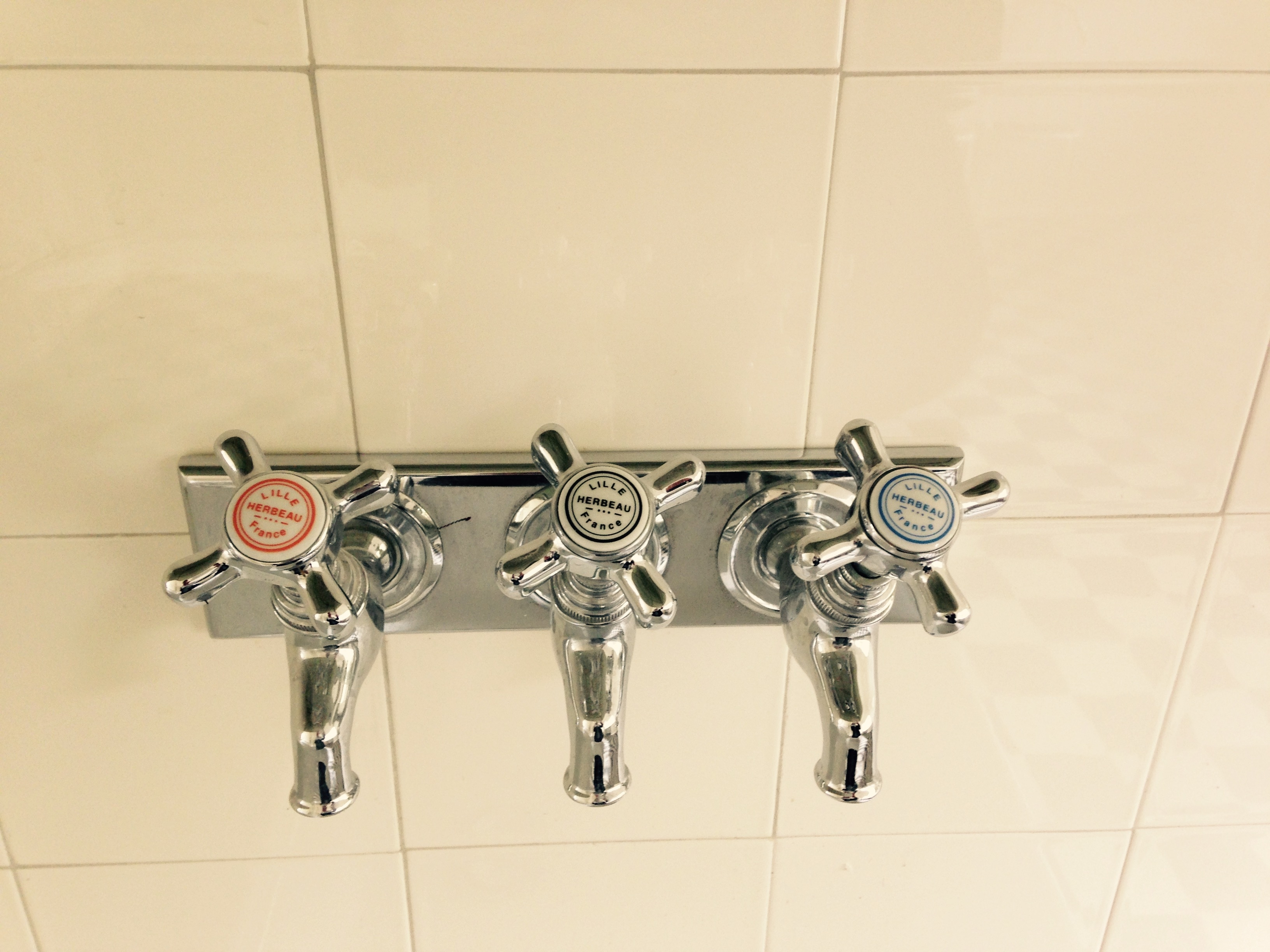
Jeu de trois robinets à la cuisine la villa Cavrois de Croix : eau chaude, eau adoucie, eau froide.

Un adoucisseur à résine, technique traditionnelle, fonctionne grâce à des billes de résine sur lesquelles sont fixés des ions sodium (Na+). Les ions calcium (Ca2+) de l'eau dure sont échangés lors de leur passage sur la résine par les ions sodium. Lorsque tous les ions Na+ de la résine sont consommés, il faut régénérer l'adoucisseur. On lui apporte alors une solution saturée en sel (chlorure de sodium NaCl) dit régénérant, riche en ions Na+. De leur côté, les ions Ca2+ sont évacués à l'égout avec les eaux de rinçage. Si l'appareil est correctement réglé, il est ajouté 4,6 mg/L de sodium pour 1 °f de dureté enlevé. En sortie d'appareil, un régulateur de dureté va permettre le bon rééquilibrage du taux de calcaire. Certains modèles utilisent une alimentation électrique, d'autres utilisent la dynamique de l'eau pour entrainer les rouages dentés présents dans les deux modèles. Il faut prévoir l'apport régulier de sacs ou de blocs de sel régénérant pour alimenter ces appareils. Les sacs de sel, vendus généralement par 25 kg, ont l'avantage d'être plus économiques que les blocs et pas exclusifs au fabricant de l'appareil. Les blocs sont généralement exclusifs à une marque et ont un coût plus élevé pour un traitement équivalent. C'est ce système qui est en usage dans les lave-vaisselles courants.

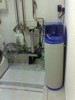
Adoucisseur pour une villa familiale

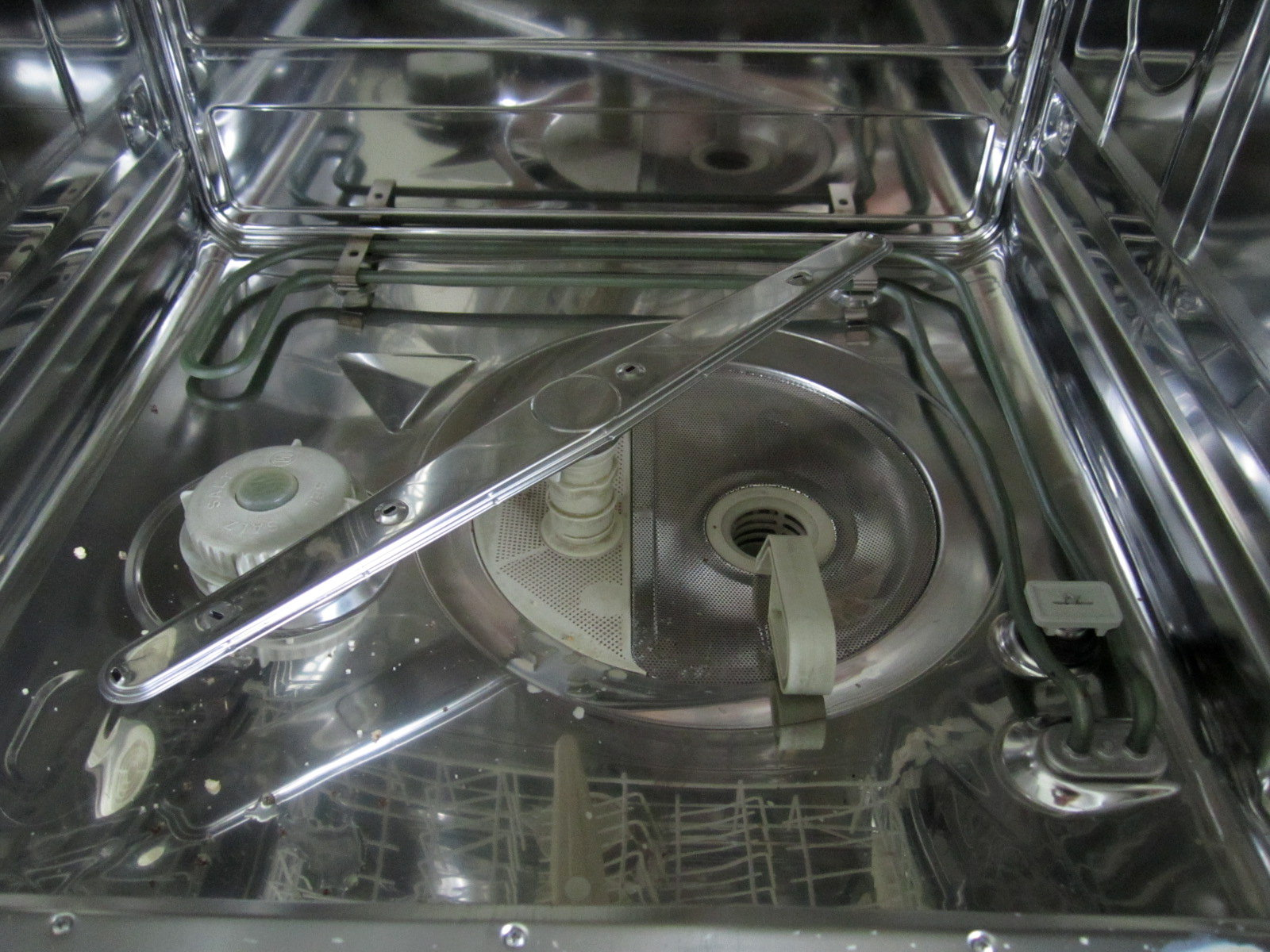
Emplacement pour le sel régénérant de l'adoucisseur d'eau d'un lave-vaisselle, à gauche en blanc, avec l'inscription "Salt" dessus.

La déminéralisation sur échangeur d'ions, qui peut se faire en plusieurs phases et qui est aussi utilisée pour divers types d'épuration d'eaux industrielles,.
À chaque étape du processus, de l'eau est rejetée à l'égout, environ 10 % de l'eau consommée pour certains appareils, 8 à 9 % pour d'autres ce qui entraîne une consommation supplémentaire. Les adoucisseurs « nouvelle génération » sont plus économes en eau rejetée (2,8 %)[réf. nécessaire] comme les adoucisseurs sans électricité à régénération instantanée.
L'entretien chaque année, par désinfection, de ces appareils est très important pour éviter les risques réels de prolifération des bactéries. L'entretien permet également d'entretenir et vérifier le bon fonctionnement des rouages dentés. En effet un blocage du mécanisme peut provoquer un mauvais traitement de l'eau (qui peut entrainer une augmentation du taux de calcaire dans l'eau ou une augmentation du taux de sodium dans l'eau), ou une perte d'eau si le système est bloqué en mode régénération des résines.
Un filtre est également très conseillé avant l'adoucisseur qui lui aussi devra être entretenu. Le filtre limite le dépôt des sédiments dans les résines de l'appareil.

#### Effet du sodium sur la santé
L'adoucissement de l'eau par un adoucisseur à résine augmente la teneur en sodium de l'eau. Certains estiment que cette augmentation de la teneur en sodium n'est pas à considérer comme suffisante pour empêcher la consommation de l'eau adoucie. Toutefois, l'OMS veut réduire de 30 % la consommation de sel de la population mondiale avant 2025, et l'augmentation de la quantité consommée est jugée néfaste pour la santé, en particulier pour le système cardio-vasculaire. Certains installateurs conçoivent un circuit d'eau indépendant de l'adoucisseur pour l'eau potable à boire pour pallier cet inconvénient.
Il faut enfin noter que la norme européenne impose un taux de sodium dans l'eau potable inférieur à 200 mg/L. Des tests doivent donc être effectués après la mise en place d'un adoucisseur pour valider son réglage et que le taux de sodium ne dépasse pas cette limite.Ce taux de sodium est à mettre en face des taux que l'on peut rencontrer dans les eaux en bouteille, par exemple :
| Eaux minérales  | Proportion de sodium (mg/l) |
| --------------- | --------------------------- |
| Spa             | 3                           |
| La Salvetat     | 5                           |
| Vittel          | 5,2                         |
| Évian           | 6,5                         |
| Contrex         | 9,4                         |
| Perrier         | 9,5                         |
| Volvic          | 12                          |
| Hépar           | 14,2                        |
| S. Pellegrino   | 33,3                        |
| Quézac          | 110                         |
| Badoit          | 180                         |
| Vichy Célestins | 1 172                       |
| Saint-Yorre     | 1 708                       |

Il conviendra donc de vérifier le taux de sodium mesuré par les analyses et de décider en conséquence si l'on souhaite ou peut, en fonction de sa santé, boire l'eau en sortie d'un adoucisseur.

### Adoucisseur par filtration et par cristallisation
Un adoucisseur sans sel par filtration et cristallisation fonctionne sans ajout de produit dans l'eau. Ce procédé permet de transformer le calcium du stade de calcite en aragonite, par un passage de l'eau sous pression dans de la roche volcanique et du charbon actif. Ce procédé permet d'effectuer un dégazage de l'eau en enlevant le CO2, qui est l'élément nécessaire à la formation du tartre. L'aragonite est composée de cristaux de carbonate de calcium de forme géométrique régulière (aiguilles par exemple), avec un faible pouvoir d'accrochage. Ce principe agit donc sur la forme géométrique de cristallisation et assure une moindre adhérence. En effet les éléments de calcite transformés en aragonite s'enchevêtrent et forment un bloc plus volumineux.
C'est pourquoi les canalisations et équipements électroménagers n'ont plus de problème de tartre. Ce procédé, dit d'adoucissement doux, permet de ne pas dénaturer l'eau, sans ajout de composé chimique et permet d'obtenir une eau excellente à boire, débarrassée des mauvais goûts.
Les circuits d'eau chaude munis de ces appareils vont renfermer les blocs d'aragonite qui, entraînée dans le circuit de distribution d'eau, aura tendance à se déposer dans les réchauffeurs d'eau et les points bas de l'installation. À ces emplacements est souvent prévu un purgeur pour assurer l'enlèvement des blocs, appelés aussi boues calcaires. La fréquence des interventions de nettoyage (purge) dépend de la dureté de l'eau traitée et du volume d'eau utilisée.
Ce système ne nécessite ni électricité ni CO2 pour fonctionner, et ne rejette pas d'eau comme les adoucisseurs à sel. Il est tout de même nécessaire de changer l'ensemble du filtre composé de roche volcanique et du charbon actif régulièrement pour assurer une transformation suffisante et éviter une contamination de l'eau par les sédiments déposés dans le filtre. L'efficacité du filtre et donc du traitement est difficile à mesurer. La mesure d'efficacité doit se faire par un laboratoire d'analyse d'eau.

### Adoucisseur auCO2
Un adoucisseur au CO2 est un appareil qui injecte du dioxyde de carbone dans l'eau de façon proportionnelle au débit. Ce CO2 va entrer en réaction avec l'eau et le calcaire, donc les carbonates de calcium et magnésium, en transformant ceux-ci en bicarbonates de calcium et magnésium, solubles dans l'eau,, tout ceci sans déminéraliser l'eau. Bien réglé, tous les carbonates, et donc le calcaire, sont transformés. Il n'y a donc plus de calcaire dans l'eau et tous les minéraux sont conservés. L'eau devient totalement douce, respecte la peau, la santé et les installations. Le dosage du CO2 permet de régler avec précision le pH de l'eau en le rendant plus neutre (7,0).
À la différence du système à résine ou à filtre, l'eau ne stagne pas (donc moindre risque bactériologique) et ne contient pas de sodium (composant du sel), généralement mauvais pour la santé et corrosif.
Ce système ne nécessite pas de régénération et ne provoque ni rejet ni surconsommation. Une alimentation électrique est nécessaire pour le fonctionnement. Il faut prévoir le remplacement de la bouteille de CO2 pour un volume de 100 m3 d'eau traité. Une famille de quatre personnes consomme en moyenne 150 m3 d'eau par an. Les minéraux sous forme de bicarbonates sont nécessaires aux différents éléments de notre corps et qui garantissent l'équilibre de notre organisme. L'élimination des carbonates empêche leur précipitation avec les ions calcium, et donc le dépôt de tartre.

### Décarbonatation de l'eau

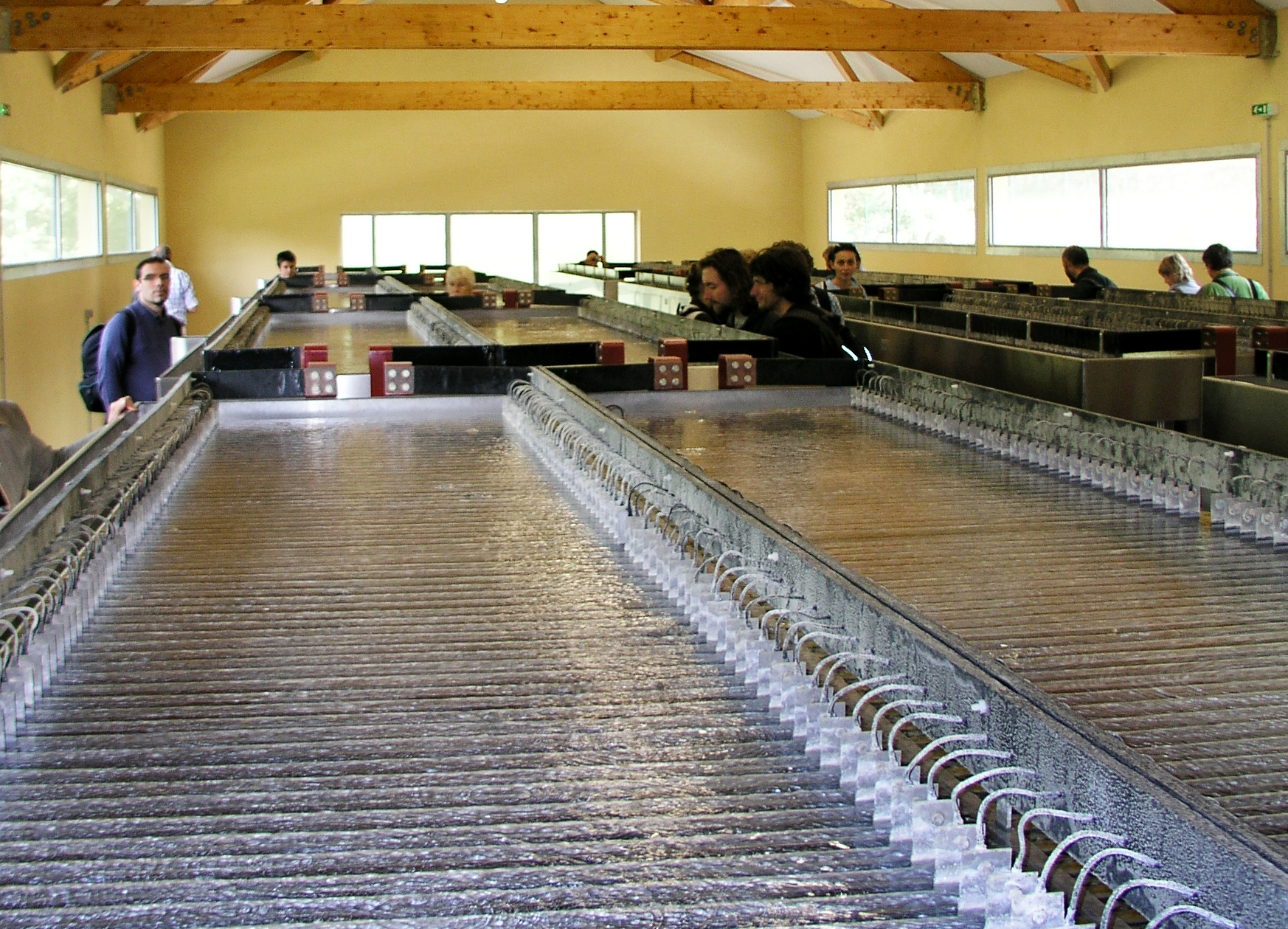
Unité de décarbonatation par électrolyse du Blagour du Soulier (Chasteaux, Corrèze).

C'est l'une des formes d'adoucissement de l'eau (et la plus commune). Elle vise à rendre l’eau moins calcaire en y prélevant les carbonates. Cette opération peut se faire en amont (« adoucissement centralisé » au niveau de l'usine de potabilisation ou dans l'unité de pompage, pré-traitement et distribution) ou en aval (chez le consommateur).

### Adoucisseur à polyphosphates
L'adoucisseur à polyphosphates contient des cristaux de polyphosphates dans une cartouche. Ces derniers vont se fixer sur le calcaire et diminuer ainsi sa capacité à se fixer dans les canalisations. Le calcaire neutralisé par le polyphosphate n’interagit plus avec la lessive[réf. nécessaire].
L’adoucisseur d'eau au polyphosphate n'enlevant pas le calcaire de l'eau, ce dernier se dépose toujours sur les parois de douches et sur la robinetterie.

### Adoucisseurs magnétiques et électromagnétiques
Les adoucisseurs magnétiques et électromagnétiques reposent respectivement sur la formation d'un champ magnétique et sur l'émission d'ondes électromagnétiques de très faible intensité. Leur efficacité est très mauvaise.
Certains systèmes électromagnétiques peuvent rendre l'eau douce par micronisation des composants calcaires en aragonite, phase non incrustante de la calcite[réf. nécessaire].
Ils peuvent modifier les ions fer en inhibant la corrosion des métaux.
Pouvant même détartrer les tuyauteries et équipements, les émissions électromagnétiques se propagent dans l'eau et peuvent parcourir de longues distances[réf. nécessaire].
Sur le réseau d'eau potable, une commune espagnole équipée d'un appareil électromagnétique anti-calcaire a pu faire tester le signal électromagnétique ayant pu atteindre jusqu'à dix-sept kilomètres[réf. nécessaire].
Certains appareils peuvent réduire considérablement le risque microbiologique présent dans les canalisations et conduites d'eau par suppression des biofilms avec diverses explications, micro-peroxydation de l'eau, moins d'affinités dans le milieu pour le biofilm, tuyauterie moins calcaire présentant moins d'habitats ou de cache pour leur développement cellulaire permettant de les arracher du milieu par simple débit de l'eau[Pas dans la source].

## Procédés de traitement industriel

### Ultrafiltration ou osmose inverse
Ce procédé réalise une ultrafiltration (ou osmose inverse) sur des filtres tels que les ions sont éliminés. L'eau obtenue est quasiment déminéralisée. Il est utilisé notamment dans la production d'eau potable, par exemple dans l'usine de Mériel sur Oise, à partir de l'eau de l'Oise. L'eau obtenue est mélangée à de l'eau produite par les procédés traditionnels pour relever la concentration en ions, notamment calcium.